# Candy Candy (film)
Candy Candy (キャンディ・キャンディ?, Kyandi Kyandi) è un corto animato del 1992 diretto da Tetsuo Imazawa.
Il corto è un breve adattamento della prima parte dall'omonimo manga di Kyoko Mizuki e Yumiko Igarashi, già trasposto integralmente nella celebre serie anime in onda dal 1976 al 1979, dalla quale si distingue per il character design maggiormente fedele al manga.

## Trama
Un'orfanella in fasce di nome Candy viene lasciata davanti all'orfanotrofio religioso Casa di Pony, retto da Miss Pony e da Suor Lane. Passano gli anni e la migliore amica di Candy, Annie, viene adottata dalla ricca famiglia Brighton. Candy resta all'orfanotrofio fino all'età di 12 anni, quando anche lei viene adottata da una potente famiglia aristocratica, i Leagan. Tuttavia la ragazza viene trattata come una cameriera nella sua nuova casa, dove è costretta a dormire in soffitta e a subire le angherie dei due viziati figli dei Leagan, Eliza e Neil.
Un giorno, dopo l'ennesima cattiveria dei due fratelli, Candy fugge disperata fino ad arrivare a un giardino fiorito, dove viene consolata da un misterioso e gentile ragazzo, che soprannomina il "principe delle rose". In seguito, i Leagan vengono invitati dall'importante famiglia Ardlay per un ballo, ed Eliza e Neil decidono di umilare Candy portandola con loro senza darle un abito adeguato.
Al ballo Candy conosce la famiglia Ardlay, presieduta dall'anziana zia Elroy, e fa amicizia con i nipoti della donna: Archie, suo fratello Stear e soprattutto il loro cugino Anthony, il quale altri non è che il "principe delle rose". Inoltre, Candy rivede per la prima volta Annie, che finge di non conoscerla per non fare sapere di provenire da un orfanotrofio. Successivamente, Candy viene rinchiusa in una stanza da Eliza e Neil, ma viene poco dopo liberata da Anthony e da Annie, che sinceramente pentita per il suo comportamento si scusa con lei. Candy indossa un elegante abito prestatole dalla zia Elroy e torna al ballo accompagnata da Anthony, con il quale inizia a danzare; tra i due ragazzi inizia a nascere un tenero sentimento.

## Colonna sonora
Per le musiche sono stati riutilizzati brani di Takeo Watanabe tratti dalla colonna sonora della serie animata del 1976-1979.
- Kyandi Kyandi '92 (キャンディ キャンディ'92?), riarrangiamento della sigla iniziale della serie (titoli di testa)
- Shiawase no tobira (幸せのとびら?)
- Tobira yumenara samenaide' (夢ならさめないで?)
- Ashita ga suki (あしたがすき?) (titoli di coda)

## Distribuzione
Il corto venne distribuito nei cinema in Giappone il 25 aprile 1992, all'interno del programma Yume no Fantasy World (夢のファンタジーワールド?, Yume no Fantajī Wārudo), assieme al corto anime Kingyo Chūihō! e a delle riedizioni del Classico Disney Cenerentola e del corto della serie Mickey Mouse Il piccolo tifone.